# Feodor Lark
Feodor Lark (* 20. Juni 1997 als Maria Lark in Sibirien, Russland) ist ein US-amerikanischer Schauspieler.
Feodor Lark wurde von einer US-Amerikanerin adoptiert und lebt in Redondo Beach, Kalifornien.
Von 2005 bis 2011 spielte er Bridgette DuBois, die zweite Tochter von Allison DuBois (Patricia Arquette), in der US-amerikanischen Fernsehserie Medium – Nichts bleibt verborgen.
Im Mai 2021 erklärte er, transgender zu sein, und änderte seinen Vornamen in Feodor.